# Gebhard Wölfle

Gebhard Wölfle

Johann Gebhard Wölfle (* 20. April 1848 in Bizau, Vorarlberg; † 22. Jänner 1904 ebenda) war ein österreichischer Mundartdichter und Photograph.

## Biografie
Wölfles Eltern unterstützten ihr einziges Kind schon früh mit reichlich Lesestoff. Bei seinem Onkel lernte er das Schreinerhandwerk. 1885 heiratete er seine Nachbarin Maria Katharina Meusburger, von acht gemeinsamen Kindern blieben fünf am Leben. Neben der Landwirtschaft und Schreinerei galt Wölfles Interesse auch der Physik, besonders der Mechanik. Sein Beruf wurde noch 1904 als Brunnenmacher angegeben, zudem war er einer der ersten Photographen im Bregenzerwald. Wölfles Stärke aber war sein Humor und seine Sprache die Mundart – dies erkannte er, als er den Text für die Gesänge eines geplanten Passionsspiel verfassen sollte.

### Theaterverein Bizau
Wölfle gründete 1864 die erste Laientheatergruppe Vorarlbergs, den noch heute bestehenden Theaterverein Bizau. Sein literarisches Werk umfasst zahlreiche Gedichte und Schwänke in Bregenzerwälder Mundart. 1866 übernahm Wölfle zusammen mit Johann Michael Feuerstein die Leitung des Theaters. 1887 wurden Die Räuber und 1888 Wilhelm Tell von Friedrich von Schiller aufgeführt. 1893 führte der Bizauer Theaterverein erstmals ein Werk Wölfles, Dächlars Hannes, auf.

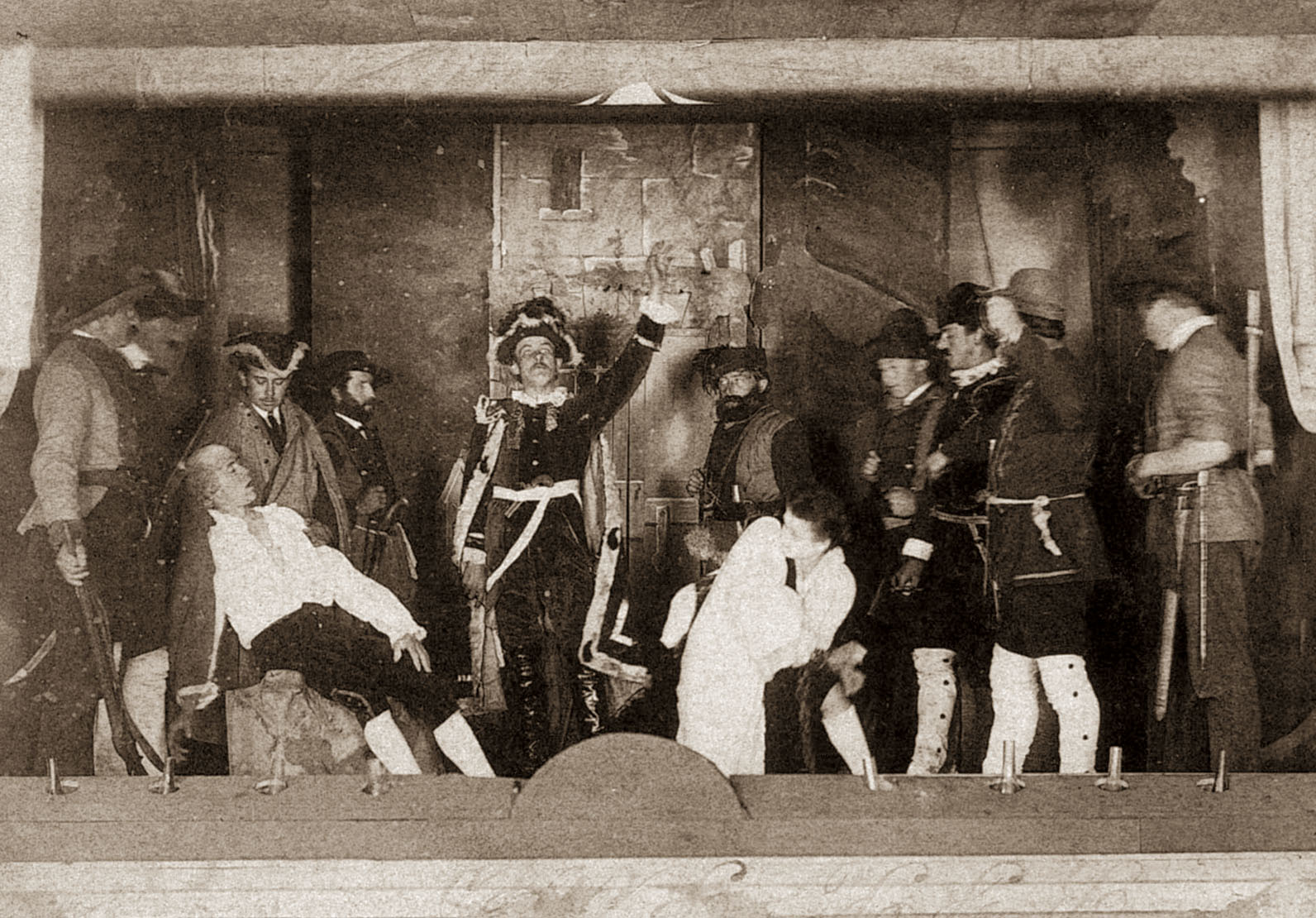
Theaterinszenierung Die Räuber, 1887
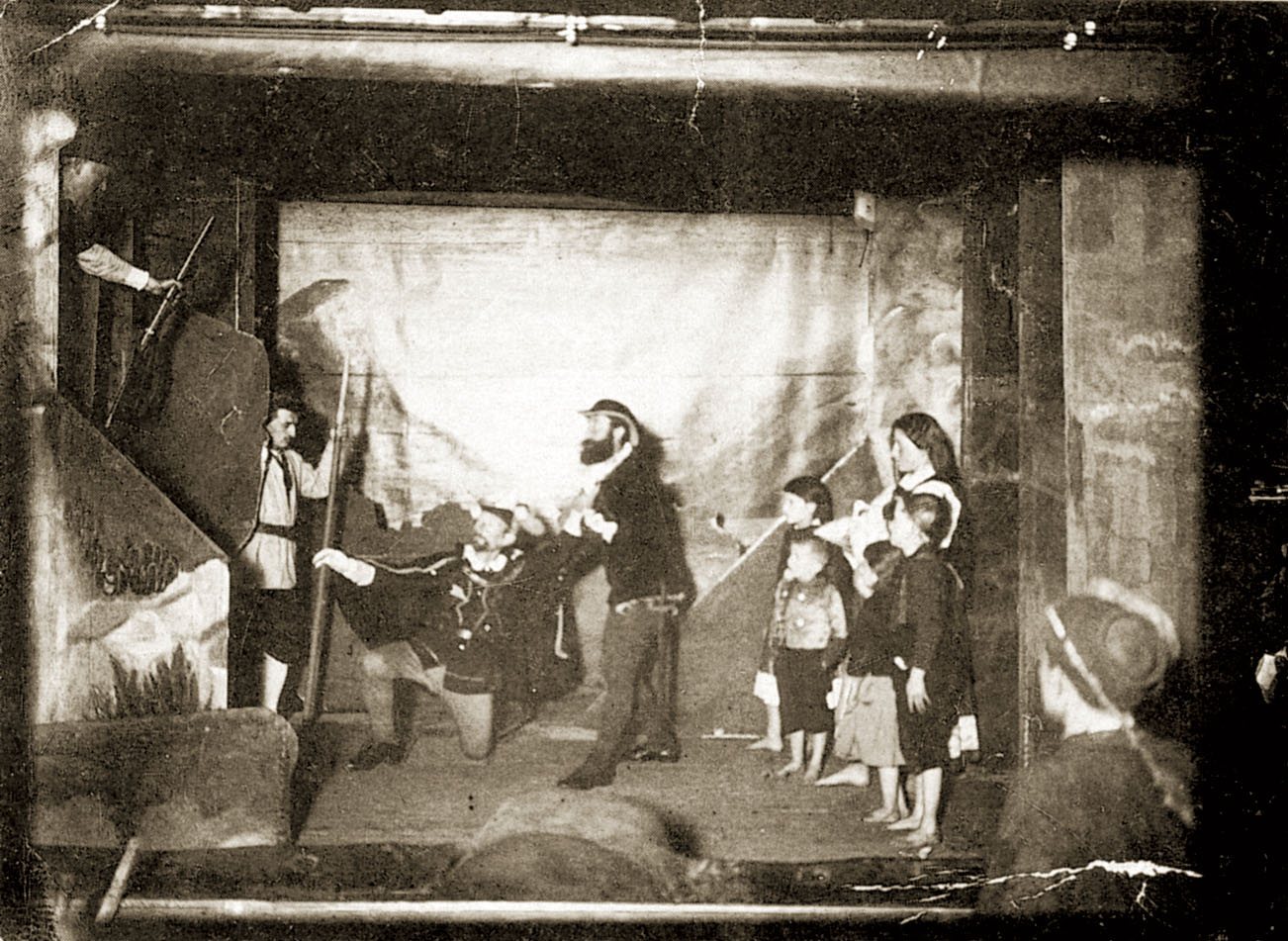
Theaterinszenierung Wilhelm Tell, 1888
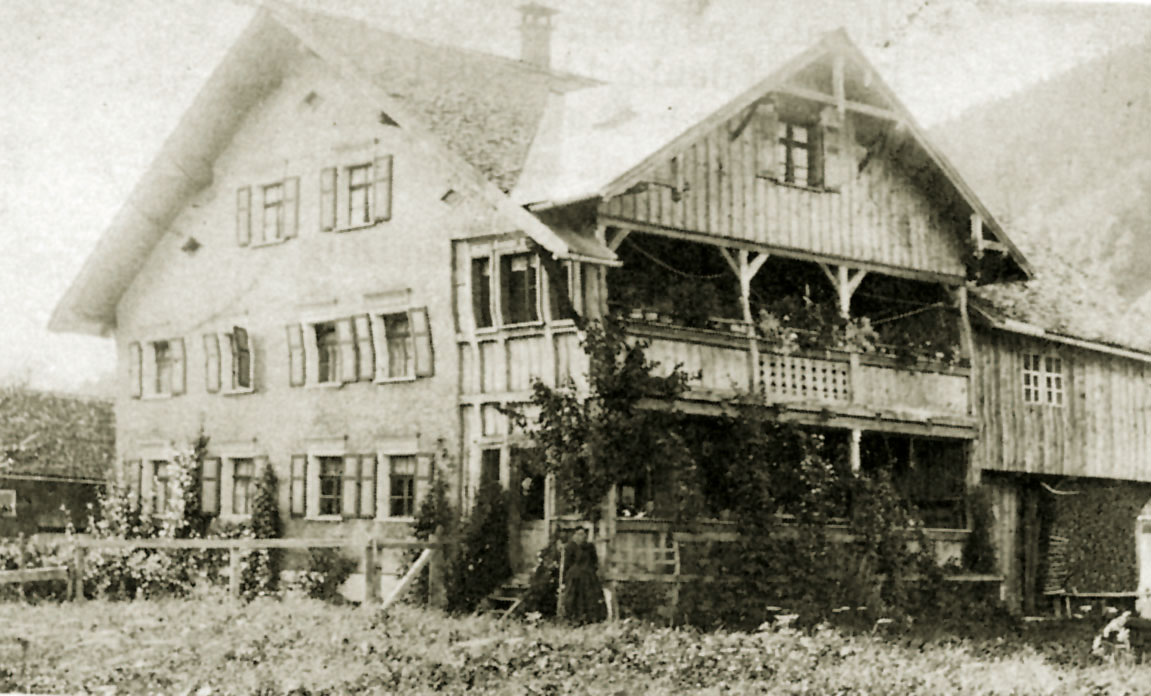
Gebhard Wölfle, Haus in Bizau, ca. 1900

### Beschäftigung mit Literatur

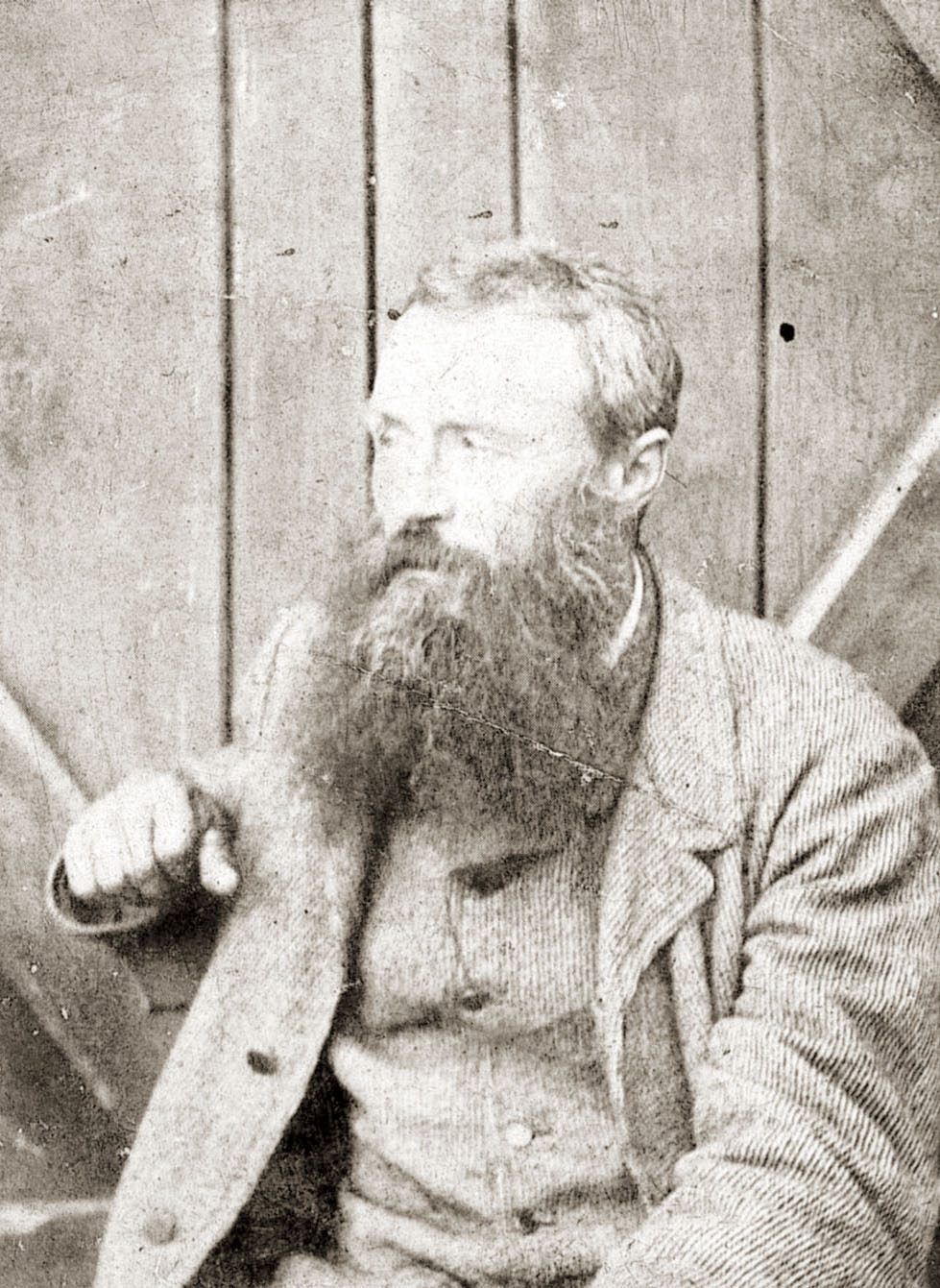
Gebhard Wölfle

Wölfle las viel, darunter die Dramen von Shakespeare, Lessing, Schiller und Goethe und andere wichtige Werke wie z. B. das Nibelungenlied. Bücher lieh er sich u. a. von Franz Xaver Moosmann oder im Leseverein in Bezau, welcher von Franz Michael Felder begründet worden war. Neider und Gegner verhinderten, dass Wölfle den Schriftsteller Felder kennenlernte, seine Werke jedoch kannte er alle.

### Eröffnung der Wälderbahn
Wölfle hielt die Fahne der Moderne auch im politisch-kulturellen Sinn im Bregenzerwald über Jahrzehnte hoch. Er schrieb noch 1902 in einem Gedicht zur Eröffnung der Wälderbahn  hoffnungsvoll vom Anbruch einer neuen Zeit, die zu einer Prüfung des Überbrachten führen müsse: Doch was mit dam Nüo si nüd vortreyt, weod bessor widor uff d’Sito g’leit. („Doch was sich mit dem Neuen nicht verträgt, wird besser wieder auf die Seite gelegt.“) Und: d’Zuokumpft rumplot mit G’wault daher („Die Zukunft rumpelt mit Gewalt einher“).
Ebenfalls aus diesem Gedicht stammt: Meor ehrod das Ault, und grüssed das Nü, und blibot üs sealb und dr Hoamat trü. („Wir ehren das Alte, begrüssen das Neue und bleiben uns selbst und unserer Heimat treu.“), es wird heute häufig als Ausdruck des Selbstverständnisses der ganzen Region Bregenzerwald betrachtet.